# Główny sekretarz Irlandii

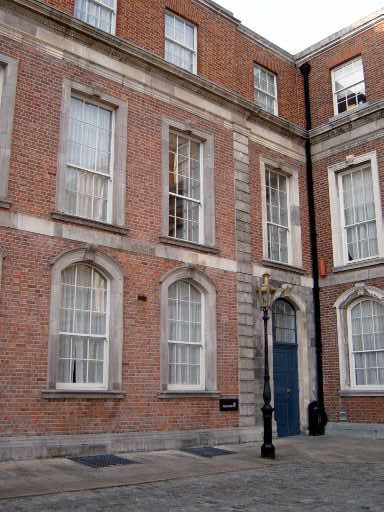
Budynek w Dublinie, gdzie znajdowały się biura Głównego Sekretarza Irlandii

Główny sekretarz Irlandii (ang. Chief Secretary of Ireland), jeden z najważniejszych urzędników brytyjskiej administracji w Irlandii (tzw. „administracji Zamku Dublińskiego”). Druga osoba po Lordzie Namiestniku.

## Lista głównych sekretarzy Irlandii
- 1660–1660: Matthew Lock
- 1662–1669: Thomas Page
- 1669–1670: Henry Ford
- 1670–1672: Ellis Leighton
- 1672–1673: Henry Ford
- 1673–1676: William Harbord
- 1676–1682: Cyril Wyche
- 1682–1685: William Ellis
- 1686–1687: Paul Rycaut
- 1687–1688: Thomas Sheridan
- 1688–1689: Patrick Tyrrell
- 1690–1692: John Davis
- 1692–1693: Cyril Wyche
- 1695–1696: Richard Aldworth
- 1696–1697: William Palmer
- 1697–1699: Matthew Prior
- 1699–1701: Humphrey May
- 1701–1703: Francis Gwyn
- 1703–1707: Edward Southwell
- 1707–1708: George Dodlington
- 1708–1710: Jospeh Addison
- 1710–1713: Edward Southwell
- 1713–1714: John Stanley
- 1714–1715: Joseph Addison
- 1715–1717: Martin Bladen i Charles Delafaye
- 1717–1720: Edward Webster
- 1720–1721: Horatio Walpole
- 1721–1724: Edward Hopkins
- 1724–1730: Thomas Clutterbuck
- 1730–1737: Walter Cary
- 1737–1739: Edward Walpole
- 1739–1739: Thomas Townshend
- 1739–1741: Henry Bilson Legge
- 1741–1745: William Ponsonby, wicehrabia Duncannon
- 1745–1746: Richard Lidell
- 1746–1746: Sewallis Shirley
- 1746–1750: Edward Weston
- 1750–1755: Lord George Sackville
- 1755–1757: Henry Seymour Conway
- 1757–1761: Richard Rigby
- 1761–1764: William Gerald Hamilton
- 1764–1765: Charles Moore, 6. hrabia Drogheda
- 1765–1766: Francis Seymour-Conway, wicehrabia Conway
- 1766–1767: Augustus Hervey
- 1767–1767: Theophilus Jones
- 1767–1768: Lord Frederick Campbell
- 1769–1772: George Macartney
- 1772–1776: John Blaquiere
- 1776–1780: Richard Heron
- 1780–1782: William Eden
- 1782–1782: Richard FitzPatrick
- 1782–1783: William Grenville
- 1783–1783: William Windham
- 1783–1784: Thomas Pelham
- 1784–1787: Thomas Orde-Powlett, 1. baron Bolton
- 1787–1789: Alleyne FitzHerbert
- 1789–1793: Robert Hobart
- 1793–1794: Sylvester Douglas
- 1794–1795: George Damer, wicehrabia Milton
- 1795–1798: Thomas Pelham
- 1798–1801: Robert Stewart, wicehrabia Castlereagh
- 1801–1802: Charles Abbot
- 1802–1804: William Wickham
- 1804–1805: Evan Nepean
- 1805–1805: Nicholas Vansittart
- 1805–1806: Charles Long
- 1806–1807: William Elliot
- 1807–1809: Arthur Wellesley
- 1809–1809: Robert Dundas
- 1809–1812: William Wellesley-Pole
- 1812–1818: Robert Peel
- 1818–1821: Charles Grant
- 1821–1827: Henry Goulburn
- 1827–1828: William Lamb
- 1828–1830: Francis Leveson-Gower
- 1830–1830: Henry Hardinge
- 1830–1833: Edward Stanley
- 1833–1833: John Hobhouse
- 1833–1834: Edward Littleton
- 1834–1835: Henry Hardinge
- 1835–1841: George Howard, wicehrabia Morpeth
- 1841–1845: Edward Eliot, lord Eliot
- 1845–1846: Thomas Fremantle
- 1846–1846: Henry Pelham-Clinton, hrabia Lincoln
- 1846–1847: Henry Labouchere
- 1847–1852: William Somerville
- 1852–1852: Richard Bourke, lord Nass
- 1853–1855: John Young
- 1855–1857: Edward Horsman
- 1857–1858: Henry Arthur Herbert
- 1858–1859: Richard Bourke, lord Nass
- 1859–1861: Edward Cardwell
- 1861–1865: Robert Peel
- 1865–1866: Cichester Parkinson-Fortescue
- 1866–1868: Richard Bourke, 6. hrabia Mayo
- 1868–1868: John Wilson-Patten
- 1868–1871: Cichester Parkinson-Fortescue
- 1871–1874: Spencer Cavendish, markiz Hartington
- 1874–1878: Michael Hicks-Beach
- 1878–1880: James Lowther
- 1880–1882: William Edward Forster
- 1882–1882: lord Frederick Cavendish
- 1882–1884: George Trevelyan
- 1884–1885: Henry Campbell-Bannerman
- 1885–1886: William Hart Dyke
- 1886–1886: William Henry Smith
- 1886–1886: John Morley
- 1886–1887: Michael Hicks-Beach
- 1887–1891: Arthur Balfour
- 1891–1892: William Lawies Jackson
- 1892–1895: John Morley
- 1895–1900: Gerald Balfour
- 1900–1905: George Wyndham
- 1905–1905: Walter Long
- 1905–1907: James Bryce
- 1907–1916: Augustine Birrell
- 1916–1918: Henry Duke
- 1918–1919: Edward Shortt
- 1919–1920: Ian Macpherson
- 1920–1922: Hamar Greenwood